# سهیلا خلجی
سهیلا خلجی روزنامه نگار و از فعالان و اساتید علوم ارتباطات نوین در ایران است.

## زندگینامه
سهیلا خلجی زادهٔ ۱۳۴۸ در شمیران تهران است. او تحصیلات کارشناسی خود را در ۱۳۶۶ در دانشگاه علامه طباطبایی آغاز کرد. سپس در سال ۱۳۷۸ به تحصیل در مقطع کارشناسی ارشد در دانشگاه آزاد اسلامی پرداخت. و در سال ۱۳۸۶ با درجه دکترا از دانشگاه علامه طباطبایی  در رشته علوم ارتباطات اجتماعی فارغ‌التحصیل شد. او سال‌ها مشغول فعالیت خبری در ایران و مدتی در وین اتریش بوده‌است.

## فعالیت‌ها
سهیلا خلجی خبرنگار، کارشناس رسانه و تحلیلگر مسایل بین‌المللی است. وی دارای 27 سال سابقه کار خبری است و در زمینه اخبار بین‌المللی در خبرگزاری جمهوری اسلامی فعالیت داشته‌است. وی در اردیبهشت ماه ۱۳۹۱ به عنوان یکی از بانوان برگزیده مورد تقدیر مرکز امور زنان ریاست جمهوری قرار گرفت. او از سال 1389 تا 1392 مدیر کل پژوهش و بررسی‌های خبری ایرنا بوده‌است و همچنین مدرس ارتباطات در دانشکده خبر، دفتر مطالعات رسانه ها و دانشگاه سوره است.
سهیلا خلجی در سال ۱۳۸۶ از شهر وین در اتریش به جمع وب نویس‌های ارتباطات پیوست. وبلاگ وی با عنوان "بعد از خبر" به موضوع ناگفته‌های خبری می‌پردازد.
همچنین وی مقالات پزوهشی در زمینه ارتباطات و رسانه‌ها نیز داشته‌است.
دکتر خلجی مشاور امور بانوان شهرداری تهران را نیز در کارنامه خود دارد و کتاب مدیران منزوی که به بررسی چگونگی حضور زنان در شورایاری‌های تهران می‌پردازد ماحصل مطالعات و تجربیات او در این سمت است.

## آثار و مقالات
- پژوهشنامه مطبوعات و خبرگزاری‌ها[۸]
- بررسی مسائل و مشکلات خبرگزاریهای ایران از دید مدیران مسئول خبرگزاریها و دبیران سرویس روزنامه‌های کثیرالانتشار[۹]
- سهیلا خلجی، کارشناس رسانه و تحلیلگر مسایل بین‌المللی در گفتاری برای دیپلماسی ایرانی به موضوع ترجمه اشتباه سخنان مرسی در اجلاس سران عدم تعهد می‌پردازد.[۱۰]
- ساختار و محتوای اخبار داخلی خبرگزاری جمهوری اسلامی[۱۱]
- پرسش‌های بنیادین دربارهٔ محتوای ارتباطات بین‌المللی در جامعه اطلاعاتی[۱۲]
- کامنت گذاری عامل تبدیل مخاطب عام به فعال[۱۳]
- هزینه‌هایی که رسانه‌ها بر سیاست خارجی تحمیل می‌کنند[۱۴]
- روسیه به دنبال تأثیرگذاری سیاسی در اروپا[۱۵]
- سند استراتژی آمریکا در فضای سایبر- گزارش تحقیقی- موسسه ابرار معاصر- تیرماه ۱۳۹۰
- رسانه‌های جهان اسلام و جنگ ۳۳ روزه، مطالعه موردی کاریکاتورهای روزنامه‌های عربی دربارهٔ جنگ ۳۳ روزه لبنان- مقاله-پژوهشگاه فرهنگ و هنر و ارتباطات- اردیبهشت ۱۳۹۰
- مدیران منزوی (بررسی چگونگی حضور زنان در شورایاری‌های شهر تهران) انتشارات تیسا 1393
- آسیب‌شناسی انتشار اخبار بحران[۱۶] انتشارات پژوهشگاه فرهنگ هنر و ارتباطات 1391